# Lil Peep; Part One
Lil Peep; Part One — дебютний мікстейп американського співака Lil Peep, що вийшов 18 вересня 2015 року на SoundCloud. 10 вересня 2024 року команда Lil Peep оголосили в Instagram, що мікстейп буде перевидано 18 вересня 2024 року, на честь 9-річчя запису.

## Музика
У піснях, що увійшли до цієї збірки, Густав розповідає переважно про вразливі теми розірваних стосунків, депресію наркотичну залежність та нігілізм. Всі ці теми притаманні емо-репу.
Пізніше Піп заявив, що під час створення пісні praying to the sky він був під кислотою.

## Трек-ліст
| #     | Назва                  | Producer(s)  | Тривалість |
| ----- | ---------------------- | ------------ | ---------- |
| 1.    | «Praying to the Sky»   | Greaf        | 3:59       |
| 2.    | «The Way I See Things» | Kryptik      | 2:13       |
| 3.    | «High School»          | Haardtek     | 2:48       |
| 4.    | «Another Song»         | Glitter      | 2:09       |
| 5.    | «Five Degrees»         | Haardtek     | 2:24       |
| 6.    | «Nothing to U»         | Kryptik      | 2:27       |
| 7.    | «It's Me»              | Fleance      | 2:07       |
| 8.    | «Ghost Boy»            | Rozz Dyliams | 2:10       |
| 9.    | «Veins»                | Greaf        | 3:30       |
| 10.   | «Wanna Be»             | Mysticphonk  | 2:13       |
| 11.   | «Shame on U»           | Haardtek     | 1:51       |
| 27:51 |                        |              |            |